# Ivan Zhostkin
Ivan Zhostkin (tiếng Belarus: Іван Жосткін; tiếng Nga: Иван Жёсткин; sinh 8 tháng 5 năm 1991) là một cầu thủ bóng đá Belarus. Tính đến năm 2017, anh thi đấu cho Gomel.